# Kolářství

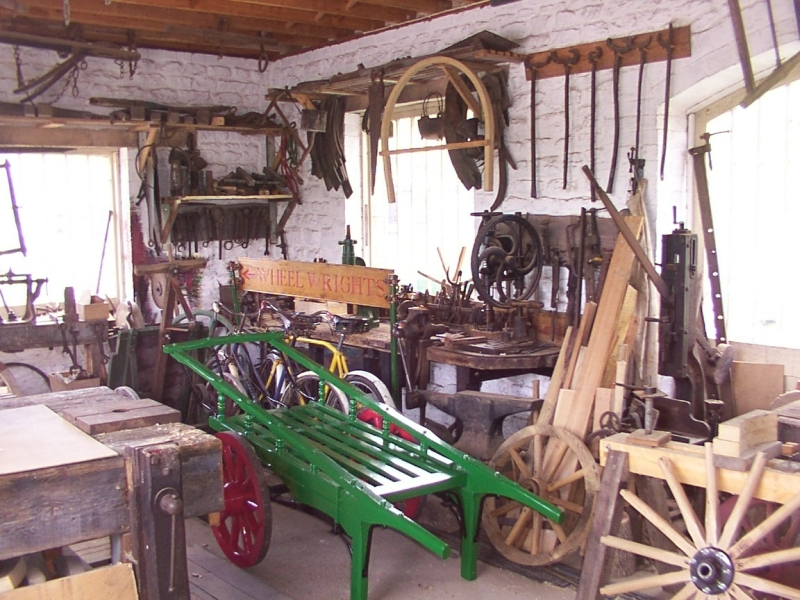
Kolářská dílna a její výrobky, Muzeum v Amberley (Anglie)

Kolářství je téměř zaniklé řemeslo, příbuzné truhlářství a kovářství, částečně také tesařství. Používá z velké části podobné materiály a výrobní technologie. Proto bývali v menších městech koláři ve společném cechu s kováři či zbrojíři. 
Kolář (latinsky rotifex nebo currifex, staročesky také koloděj nebo nápravník se zabývá výrobou a údržbou zemědělského nářadí:trakaře, žebřiňáky, násady, hrábě, loukoťových kol a saní.

## Historie

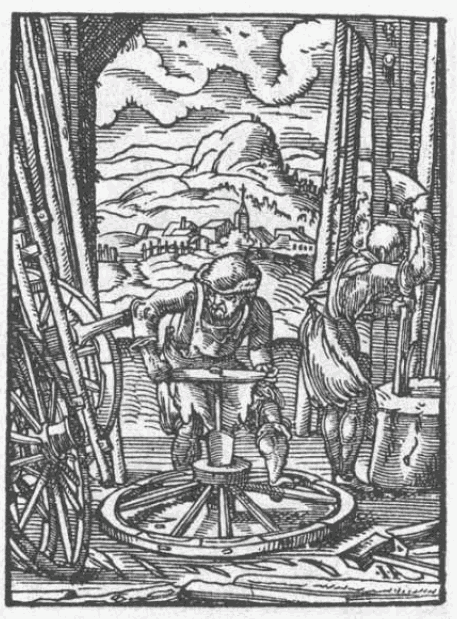
Kolář doby renesance, Jost Ammann, Ständebuch (1568)

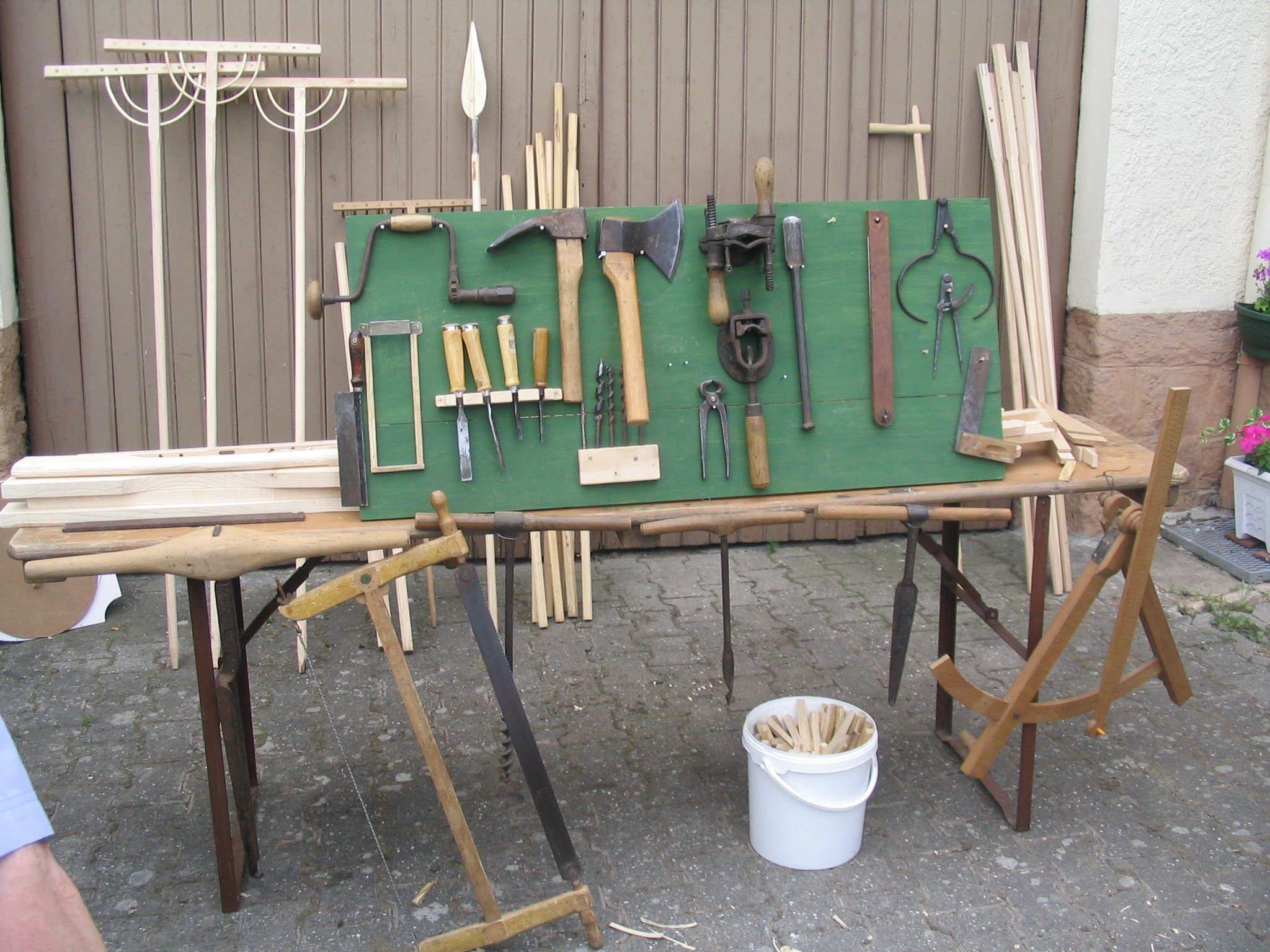
Kolářské nářadí a náčiní

V minulosti se městský kolář živil především výrobou loukoťových kol a náprav pro vozy a vozíky, protože ty byly od středověku do začátku 20. století hlavním osobním i nákladním dopravním prostředkem.  
Vozy se podle stavby a využití dělily na: 
- kočáry, tj. lehké čtyřkolové osobní vozy kotčí, které obsluhovali kočí
- formanské vozy - těžké čtyřkolové, ke skupinové dopravě osob
- nákladní vozy: fasuňky, vozy pivní, vozy lesní
- kolesky a nákladní vozy dvoukolové, tažené zvířetem nebo člověkem
- vozíky
- káry, kolečka a trakaře

Poté nastal úpadek řemesla, které přežívalo jen na vesnicích. V posledních desetiletích lze po dlouhé odmlce zaznamenat snahu o záchranu tohoto řemesla.

## Materiály
V kolářství se používají hlavně tvrdé dřeviny (jasan, javor, dub), také dřevo březové a bukové větve, které lze dobře napařovat a ohýbat. Některé části, jako např. rukojeti k trakaři nebo nápravy vozů, se vyrábějí z přirozeně rostlých křivin (komponenta vyřezaná z normální rovně rostlé fošny by byla "přes dřevo", snáze by praskla). 

## Nářadí
V minulosti: nebozez, pila, kladivo, projímač, sekery, bradatky, hoblíky, vrtáky, 